# بخش مزیمبا
بخش مزیمبا (انگلیسی: Mzimba District) یکی از بخش‌های کشور مالاوی است.
این بخش ۱۰٬۴۳۰ کیلومتر مربع مساحت و ۶۱۰٬۹۴۴ نفر جمعیت دارد و مرکز آن شهر مزیمبا می‌باشد.